# رامانا العظيم
العارف رامانا العظيم وتعني (التاميلية: (Tamil) ரமண மஹரிஷி) (وُلد في 30 ديسمبر 1879 –وتوفي في 14 أبريل 1950)، وُلد في فينكاتارامان آير، هو عارف روحي هندوسي («حكيم» (jnani)). وُلد في أسرة برهمية تتحدث اللغة التاميلية في تيرشوزي، تاميل نادو (Tamil Nadu). وبعد اكتسابه في السادسة عشر من عمره ما أسماه فيما بعد التحرر (الموشكا)، ترك منزله مهاجرًا إلى أرنوشال، وهو جبل مقدس عند الهندوسيين. وعاش بهذا الجبل حتى نهاية حياته. وعلى الرغم من انتمائه للبرهمية عند ميلاده إلا أنه أعلن نفسه «معتكفًا» (Atiasrami)، وهي حالة بوذية (Sastraic) تعني عدم التمسك بشيء من الحياة يتجاوز حدود الطبقة المنغلقة. ويقع محل الاعتكاف الذي اتخذه رامانا مهارشي في سفح جبل أروناشال الذي يقع غرب مدينة الحج تيرافانامالي (Tiruvannamalai).
وقد أكد رامانا مهارشي على أن الصبغة الطاهرة لتعاليمه تمثلت في الصمت القوي الذي يسطع من وجوده والتي أراحت عقول من يتبعها. بيد أنه قدم تعالميًا لفظية حتى يستفيد منها فقط من لا يستطيع إدراك صمته. ويقال أن تعالميه اللفظية نتجت من معرفته المباشرة أتمان (Atman) باعتبارها الواقع الوحيد الموجود. وعند طلب النصيحة منه، أوصى بتقصي الذات باعتباره أسرع طريق للتحرر. وعلى الرغم من أن تعليمه الأساسي يرتبط بالوحدة وأدفيتا فيدانتا ويوجا الجانا (Jnana yoga)، إلا أنه أوصى بعبادة الإله والإخلاص له كوسيلة للخلاص (Bhakti) لمن يرى أنهم يستحقون ذلك كما قدم دعمه لمجموعة مختلفة من الطرق والممارسات.

## وصلات خارجية
- رامانا العظيم على موقع الموسوعة البريطانية (الإنجليزية)